# Ethel Byrne
Ethel Higgins Byrne (1883-1955) foi uma feminista radical estadunidense. Ela era a irmã mais nova da ativista Margaret Sanger. As duas irmãs eram filhas de Michael Hennessey Higgins e Anne Higgins. A filha de Ethel Byrne, Olive Byrne, foi uma importante musa para o criador da Mulher Maravilha, William Moulton Marston. Ethel Byrne e Margaret Sanger tiveram um relacionamento conturbado, de acordo com Jill Lepore em A História Secreta da Mulher-Maravilha. Também foi notado que Anne Higgins deu tratamento preferencial a Ethel Byrne, para o desespero de sua irmã Margaret Sanger, o que causou um mal-estar no relacionamento. Ethel Byrne teve um curto e infeliz casamento com Jack Byrne, um vidraceiro.

## Carreira de enfermeira
A carreira de Ethel Byrne em enfermagem foi fundamental para seu ativismo e contribuiu diretamente para o seu desejo de fazer a contracepção acessível para mulheres de diferentes contextos sócio-económicos. Byrne foi uma enfermeira profissional, que ajudou mulheres imigrantes que precisavam de cuidados médicos na área de Brownsville, no Brooklyn, em Nova York, em 1916.

## Ativismo pró-escolha
Ethel Byrne defendia que as mulheres tivessem acesso ao controle de natalidade. Byrne abriu uma clínica de controle de natalidade com sua irmã, Margaret Sanger, e ativista feminista Fania Mindell , no Brooklyn, em outubro de 1916. As três mulheres anunciavam os serviços oferecidos pela clínica, distribuindo folhetos em diferentes idiomas, incluindo inglês, Iídiche e italiano. Apesar de Byrne não ser muito conhecida hoje, o início de seu ativismo teve impacto duradouro na sensibilização para a importância do acesso a informações sobre o controle da natalidade. A prisão de Ethel Byrne compeliu um grupo politicamente ativo de mulheres de Nova York a pedir uma reunião com o presidente Woodrow Wilson para pedir que ele contribuísse para derrubar leis que criminalizavam a distribuição de contraceptivos.

## Prisão e greve de fome
A clínica tornou-se altamente controversa, devido à imposição da Lei de Comstock. Byrne e Sanger distribuíam métodos de contracepção na rua e queriam ensinar como usá-los, em direta violação dessa lei. Depois de ser presa pela distribuição de informações sobre o controle da natalidade Byrne foi condenada a 30 dias de prisão na Ilha Blackwell. Ela chegou à prisão em 22 de janeiro de 1917 por seu ativismo em defesa da legalização do controle de natalidade e, posteriormente, entrou em greve de fome. Sanger estava preocupada que sua irmão fosse perder a vida como resultado da greve de fome e Byrne foi alimentada à força na prisão após 185 horas sem comida ou água. Como observou a historiadora Jill Lepore, Ethel Byrne foi a primeira mulher presa política nos Estados Unidos a ser submetida à alimentação forçada.
Sanger apoiou o ativismo de Byrne e disse, sobre isso: "eu não a aconselhei a realizar essa greve de fome, mas eu certamente não lhe diria para acabar com ela agora." A prisão contribuiu para trazer atenção nacional para sua causa e finalmente à legalização do controle de natalidade.

## Últimos anos
Apesar de sua irmã se tornar mundialmente famosa por sua defesa do controle da natalidade, Ethel Byrne não é especialmente conhecida.
Ethel Byrne teve um acidente vascular e morreu em 1955. Ela não viveu para ver a legalização da pílula, aprovado cinco anos mais tarde pela FDA.